# NGC 5654
NGC 5654 is een balkspiraalstelsel in het sterrenbeeld Ossenhoeder. Het hemelobject werd op 1 mei 1785 ontdekt door de Duits-Britse astronoom William Herschel.

## Synoniemen
- UGC 9319
- MCG 6-32-50
- ZWG 192.32
- PGC 51807